# Persone di nome William/Militari
| Questa pagina contiene informazioni ricavate automaticamente dalle voci biografiche con l'ausilio del template Bio e di un bot. L'aggiornamento è periodico e automatico e ricostruisce completamente la pagina. Se manca una persona in questa lista, sei pregato di non aggiungerla, ma accertati piuttosto che la sua voce biografica contenga il template Bio e che i dati anagrafici siano correttamente compilati. Se il template Bio manca, inseriscilo tu stesso o, in alternativa, metti l'avviso {{tmp\|Bio}} che ne segnala la mancanza. Se i dati riportati sono sbagliati, correggi direttamente la voce biografica; le modifiche saranno visibili in questa lista entro pochi giorni. Per chiarimenti vedi il progetto antroponimi. La lista contiene solo le 58 persone che sono citate nell'enciclopedia e per le quali è stato implementato correttamente il template Bio. Pagina aggiornata al 22 lug 2025. |

Questa è una lista di persone presenti nell'enciclopedia che hanno il nome William e sono militari.

## A(1)
- William Wilson Allen, militare britannico (Kyloe - Monmouth, † 1890)

## B(8)
- William Bellairs, militare e politico britannico (Mulbarton, n. 1828 - Clevedon, † 1913)
- William Bentinck, I conte di Portland, militare e diplomatico inglese (Diepenheim, n. 1649 - Bulstrode Park, † 1709)
- William Carr Beresford, I visconte Beresford, militare e politico britannico (Londra, n. 1768 - Londra, † 1854)
- William Beresford, ufficiale irlandese (Mullaghbrack, n. 1847 - Dorking, † 1900)
- William Bligh, ufficiale britannico (Saint Tudy, n. 1754 - Londra, † 1817)
- William Brydon, militare e medico britannico (Londra, n. 1811 - Scozia, † 1873)
- William Burke, VII conte di Clanricarde, militare irlandese (Ballinasloe, n. 1637 - Ahascragh, † 1687)
- William Butler, militare e politico britannico (Golden, n. 1838 - Bansha, † 1910)

## C(6)
- William Jameson Cairnes, militare e aviatore canadese (Drogheda, n. 1896 - Estaires, † 1918)
- William Calley, militare e criminale di guerra statunitense (Miami, n. 1943 - Gainesville, † 2024)
- William Kyle Carpenter, militare statunitense (Jackson, n. 1989)
- Buffalo Bill, militare statunitense (Le Claire, n. 1846 - Denver, † 1917)
- William Coltman, militare britannico (Tatenhill, n. 1891 - Burton upon Trent, † 1974)
- William Compton, militare inglese († 1528)

## D(3)
- William D'Altri, militare italiano (Cesena, n. 1913 - Lechemti, † 1936)
- William Dawes, militare statunitense (Boston, n. 1745 - Marlborough, † 1799)
- William Driscoll, militare e aviatore statunitense (Boston, n. 1947)

## E(1)
- William Elliot, ufficiale inglese (n. 1896 - † 1971)

## F(2)
- William J. Fetterman, militare e ufficiale statunitense (New London, n. 1833 - Fort Phil Kearny, † 1866)
- William Franklin, militare e politico britannico (Filadelfia, n. 1730 - Londra, † 1813)

## G(2)
- William Glass, militare britannico (Kelso, n. 1786 - Tristan da Cunha, † 1853)
- William Goate, militare britannico (Fritton, n. 1836 - Portsmouth, † 1901)

## H(6)
- William Havelock, militare britannico (n. 1793 - Ramagar, † 1848)
- William L. Hendricks, militare e produttore cinematografico statunitense (Grand Prairie, n. 1904 - † 1992)
- William Herbert, ufficiale inglese († 1757)
- William Hicks, ufficiale britannico (n. 1830 - al-Ubayyid, † 1883)
- William Hulme Hooper, ufficiale e esploratore inglese (Portsmouth, n. 1826 - Londra, † 1854)
- William Hoste, militare britannico (Ingoldisthorpe, n. 1780 - Londra, † 1828)

## I(1)
- Edmund Ironside, ufficiale britannico (Edimburgo, n. 1880 - Londra, † 1959)

## J(1)
- William Jones, militare britannico (Bristol, n. 1839 - Manchester, † 1913)

## K(1)
- William Kerr, ufficiale inglese

## L(2)
- William Light, militare britannico (Kuala Kedah, n. 1786 - Adelaide, † 1839)
- William Lynch, militare statunitense (n. 1742 - † 1820)

## M(4)
- Bill Millin, militare scozzese (Glasgow, n. 1922 - Torbay, † 2010)
- William Montacute, II conte di Salisbury, militare e nobile britannico (Donyatt, n. 1328 - † 1397)
- William Morrison, I visconte Dunrossil, ufficiale e politico britannico (Torinturk, n. 1893 - Canberra, † 1961)
- William Moultrie, militare e politico statunitense (Charleston, n. 1730 - Charleston, † 1805)

## N(1)
- William Nott, ufficiale britannico (Neath, n. 1782 - Carmarthen, † 1845)

## P(2)
- William H. Pitsenbarger, militare statunitense (Piqua, n. 1944 - Provincia di Dong Nai, † 1966)
- William Prescott, ufficiale statunitense (Groton, n. 1726 - † 1795)

## Q(1)
- William Clarke Quantrill, militare e criminale di guerra statunitense (Kearney, n. 1837 - Louisville, † 1865)

## R(2)
- Scott Ritter, ex militare statunitense (n. 1961)
- William Robertson, militare britannico (Welbourn, n. 1860 - Londra, † 1933)

## S(5)
- William Sidney, militare e politico britannico (Chelsea, n. 1909 - Tonbridge, † 1991)
- William Mac Guckin de Slane, militare e arabista francese (Belfast, n. 1801 - Parigi, † 1878)
- William Alexander Smith, militare scozzese (Thurso, n. 1854 - Londra, † 1914)
- William Stafford, militare inglese (n. 1508 - Ginevra, † 1556)
- William Henry Sykes, militare, politico e ornitologo inglese (Bradford, n. 1790 - Kensington, † 1872)

## T(1)
- William Barret Travis, militare e avvocato statunitense (Contea di Saluda, n. 1809 - Alamo, † 1836)

## V(1)
- William Villiers-Stuart, militare e politico britannico (n. 1804 - † 1873)

## W(7)
- William Wallace, militare statunitense (Indianapolis, n. 1866 - Chillicothe, † 1945)
- William H. Webster, ex militare, funzionario e giurista statunitense (Saint Louis, n. 1924)
- William Whipple, militare e politico statunitense (Kittery, n. 1730 - New Hampshire, † 1785)
- William Gladstone Agnew, ufficiale inglese (Londra, n. 1898 - Alverstoke, † 1960)
- William Charles Williams, militare britannico (Stanton Lacy, n. 1880 - Scapa Flow, † 1915)
- William Williams, militare britannico (Amlwch, n. 1890 - Holyhead, † 1965)
- William Joseph Woods, militare e aviatore irlandese (Irlanda, n. 1913 - Baia di Eleusi, † 1941)